# باري مكافري
باري ريتشارد مكافري (بالإنجليزية: Barry Richard McCaffrey)‏ (ولد في 17 نوفمبر 1942 في تونتون، ماساتشوستس، الولايات المتحدة) ضابط سابق في الجيش الأمريكي ومعلق أخبار ومستشار أعمال. حصل على ثلاث أوسمة للقلب الأرجواني للجروح التي أصيب بها خلال خدمته في فيتنام ووسامي النجمة الفضية وصليبي الخدمة المتميزة وهو ثاني أعلى جائزة للجيش الأمريكي. تم إدخاله في قاعة المشاة العسكرية في الجيش الأمريكي في مركز المشاة العسكرية الأمريكية في فورت بينينغ في عام 2007. عمل أستاذا مساعدا في الأكاديمية العسكرية الأمريكية وأستاذ للدراسات الأمنية الدولية من 2001 إلى 2008. حصل على جائزة جمعية ويست بوينت لخريجي الدراسات العليا للأكاديمية العسكرية الأمريكية في عام 2010. يعمل حاليا محلل عسكري لهيئة الإذاعة الوطنية وإم إس إن بي سي فضلا عن توليه رئاسة شركته الاستشارية الخاصة ب. ر. مكافري وزملائه. يعمل في العديد من مجالس إدارة الشركات الوطنية. مدافع صريح عن تكافؤ التأمين لمحاكم المخدرات ومحاكم قدامى المحاربين ومتكلم متكرر في المؤتمرات.

## حرب الخليج الثانية
خلال عملية عاصفة الصحراء أمر ماكافري فرقة المشاة الآلية 24 التي كانت تحت قيادته بتنفيذ هجوم «هوك الأيسر» على بعد 370 كيلومترا إلى العراق مما ادى إلى الانتصار في معركة حاسمة في حرب الخليج الثانية ووضع القوات في مكانها في المعركة النهائية للحرب.
كتب جيمس كيتفيلد في كتابه «الجنود الضالون» خطة هجوم مكافري «هوك الأيسر». قال مكافري: «جيشان كاملان في عمق الأراضي العراقية. إذا نجحت فإن أي جيش في التاريخ لم يستطع الانتقال في أي وقت مضى بقوة هذا حجمها أكثر من 300 ميل على الخط الزمني للفريق الأول نورمان شوارتسكوف الذي كان يقرأ تحرك أقسام الحرس الجمهوري في الكويت وقطعوا كل سبل التراجع... بعدم الالتزام بالحيطة والحذر فإن مكفري قليلا كان متفاجئا وكان جزءا من القوة المرافقة وكان قد بدأ بالفعل في السباق على مشكلة لوجستية إلا أنه كان لديه فكر واحد: نحن لن نقاتل في حرب استنزاف أو حربا محدودة كان الوحي الآن أن الجيش سوف يلعب على نقاط قوته ونقاط ضعف العدو وهذا ما تعلمناه من حرب فيتنام».
في كتابهما حرب الجنرالات: القصة الداخلية للنزاع في الخليج كتب مايكل ر. غوردون والفريق الأول برنار إ. ترينور المزيد عن هجوم «هوك الأيسر»:
كان مكافري يتجه نحو الشمال حيث كان فوج الفرسان المدرع الثالث يوفر الحماية لجناحه حيث كان مكافري يسير نحو نهر الفرات بسرعة 30 ميلا في الساعة فوق التضاريس الصخرية وكان مكافري يسارع لربطه مع فرقة بيي 101 وقطع الطريق السريع 8 ثم التوجه شرقا لمهاجمة الحرس الجمهوري ...
مع اندلاع الفجر قامت فرقة المشاة الميكانيكية الأولى التابعة لرام بعمل ممرات واضحة من خلال حقول الألغام وبدلا من إرسال قوات لتصفية خنادق الجنود العراقيين أرسل رام الجرافات فوق خط الخندق ولم يجد أي مقاومة من العراقيين أو كانوا بطيئين جدا في الاستسلام.
لم تكن الجرافات المدرعة آلة قتل جديدة فقد استخدمت في الحرب العالمية الثانية وحرب فيتنام لنفس الغرض ولم تكن أكثر وحشية من قصف الخطوط الأمامية العراقية من المدفعية وأطنان من القنابل والمتفجرات من الوقود والنابالم التي استخدمتها قوات الحلفاء وقد بذلت جهود الانقسام لنشر مآثرها بعد الحرب عندما ذكرت تقارير إخبارية أن الآلاف من الجنود العراقيين ربما دفنوا أحياء لكن سجل من قبل موظفي القسم في ذلك الوقت فإن عدد العراقيين الذين دفنوا كانوا 150 وبعد الحرب لم يتمكن العراقيون من كشف سوى عشرات الجثث ...
في صباح يوم 27 فبراير 1991 توجه باري مكافري إلى مطار جليبة للقاء قادته ويقع على بعد 30 ميلا إلى الجنوب من الطريق السريع 8 الطريق بين الشرق والغرب الذي كان متوجها إلى البصرة وكان جليبة أحد المطارات الرئيسية في العراق خلال ولكن الآن تم وضع علامة على الحطام المحترق من طراز ميج 29 والمقاتلين الآخرين واستطاعت فرقة ماكافري الرابعة والعشرين من الاستيلاء على المطار في خلال أربع ساعات.
بعد مغادرته المروحية توجه الجنرال بول كيرن قائد اللواء الثاني التابع للفرقة حيث قام كيرن بنشر مركز قيادته - إلى ناقلات أفراد مدرعة من طراز م-577 مليئة بمعدات الاتصالات - بدبابات إم1 والمركبات القتالية برادلي التي قامت بحراسة محيط المطار.
لم يكن أي جنرال أكثر عدوانية من مكافري فقد أصيب بجروح بالغة في فيتنام لكنه لم تهتز ثقته أو عزيمته في المعركة وعلى عكس مخططي الفيلق لم يكن مكافري في رهبة من العراقيين ودخل في ثقوب القتال وبدون قوة جوية لحمايتهم وكان الجيش العراقي مثل حفنة من الماعز المربوطة" كما ذكر ماكافري بعد الحرب.
شوارزكوف كان لديه بقعة ناعمة للجنرالات الذين قادوا وحدتهم القديمة وقبل أن يتوجه قسم مكافري إلى مواقعه الهجومية في الصحراء السعودية فقد حلق شوارزكوف ليقول لإحدى فرق الاستطلاع التابعة للفرقة. قبل أن يعود إلى المروحية شوارزكوف أمسك مكافري بزيه وقال والدموع في عينيه قال القائد لمكافري بمجرد اندلاع الحرب البرية أنه لن يكون هناك توقف حتى يدمر الحرس الجمهوري. أكد الرئيس جورج بوش الأب على كلام شوارزكوف. تلك اللحظة كانت محفورة في ذاكرة مكافري.
عندما حان الوقت لإطلاق الحرب البرية أصدر مكافري أمر الهجوم السري العلوي الذي بدا وكأنه دعوة لحرب مقدسة وأشار إلى التأكيد الذي تلقاه من شوارزكوف "جنود شعبة النصر - نبدأ الآن معركة كبيرة لتدمير جيش معتدل وحرية مليوني مواطن كويتي". "سنقاتل تحت العلم الأمريكي وبسلطة الأمم المتحدة وبقوة السلاح سنجعل آلة الحرب العراقية تستسلم عن البلد الذي يحتلونه ولن يكون هناك عودة إلى الوراء عندما نهاجم في المعركة".
وصف تقرير لاحق أعدته مؤسسة راند «طفل التكنولوجيا: شوارزكوف وعملية عاصفة الصحراء» خطة المعركة:
وصف شوارزكوف وبيتر خطة المعركة "اليسارية" ونتائجها قائلين: "كانت مهمة مكافري القفز بوحداته على بعد 300 ميل شمالا واحتلال منطقة 80 ميلا في 60 ميلا حيث كانوا المارينز يحفرون حوالي الجبيل. الفريق الأول ج. إتش. بينفورد بي الثالث أنشأ قواعد على طول جناح مكافري الأيسر الذي يمكن من خلاله للمروحيات وقوات الدفاع عن مسافة 100 ميل من الصحراء إلى الشمال والغرب كما ستخدم لواء من الفرقة 101 مؤقتا كشاشة في وقت متأخر من المواقع الأمريكية للكشف عن أي هجوم للعدو وتأخيره وتعطيله. في نهاية المطاف سيصل فوج الفرسان المدرع الثالث إلى تولي هذه المهمة... صباح السبت 2 مارس 1991 بعد يومين من توقف القتال ذهبت إلى غرفة الحرب (في الرياض) لاكتشاف أننا خضنا معركة كبيرة في وادي الفرات ومن الواضح أن كتائب من الحرس الجمهوري تعبت من الانتظار لعبور جسر البصرة العائم قبل أن يتوجهوا إلى الغرب على الطريق السريع 8. تواجدوا مرتين في مركبة برادلي القتالية التي كانت تعمل ككشافة للفرقة 24 الآلية التي كانت تحت قيادة مكافري وفي كلتا المرتين فتحت النار بصواريخ مضادة للدبابات. في الفجر توجهوا نحو المنطقة العازلة الأمريكية وفتحوا النار مرة أخرى. كان مكافري قد رد على دبابة واسعة النطاق ومروحية هجومية وحطم العمود العراقي وأخذ 3000 أسير دون أن يعاني من إصابة واحدة. بالنسبة لي لم تكن هذه أخبار سيئة تماما: لقد أظهر الحرس الجمهوري الغطرسة المميزة من خلال اكتشاف ما يبدو وكأنه قوة أمريكية ضعيفة - وليس الشك في أن فرقة عسكرية أمريكية بأكملها كانت في طريقها - وقررت "دعونا نطلق النار. أسعدني أن بيان الرئيس لوقف إطلاق النار احتفظ لقواتنا بالحق في إعادة إطلاق النار إذا ما هوجم. ومع ذلك أكد الحادث على الحاجة الملحة لوضع شروط وقف إطلاق النار التي من شأنها أن تفصل بين الجانبين بشكل نهائي".
في 27 فبراير 1991 وثقت قناة سي-سبان شروط بيان الرئيس جورج بوش الأب لوقف إطلاق النار بما في ذلك شروط الاشتباك:
في ورقة بعنوان «الكشف عن القوات المهاجمة مع سواتل سبوت الفرنسية: دراسة جدوى للرصد التعاوني» فيبين غوبتا من مختبرات سانديا الوطنية ولتس جورج هاريس قائد كتيبة الاستخبارات العسكرية 250 وصفا على نطاق واسع وتصور قبل المعركة وصور ما بعد المعركة عبر الأقمار الصناعية:
- مواقع الانتشار الأمامية ومناورات الهجوم من القوات البرية للتحالف (خريطة من تقرير ماكافري بعد المعركة «فرقة المشاة الرابعة والعشرين العمليات البرية»
- نشر فرقة المشاة الميكانيكية 24 من منطقة التجميع الأمامية في حي الصرار إلى موقعها السابق للهجوم في نصب و75٪ من الشعبة تركت خلفها في الصرار من أجل تعزيز حركة الهجوم في القسم... (و) دور الذي لعبته الفرقة 24 في مناورة هوك الأيسر (أيضا من تقرير مكافري)
- السمات التي تم تحديدها في صورة سبوت في 20 أغسطس 1990 على طول الحدود السعودية العراقية بالقرب من مدينتي نصب والشباح وقد تم الحصول على الصورة بعد ثلاثة أسابيع من غزو العراق للكويت عندما لم تكن قوات التحالف موجودة في هذه المنطقة
- الميزات التي تم تحديدها في صورة سبوت في 29 يناير 1991 التي تغطي نفس المنطقة الأرضية... اكتسبت بعد يوم واحد من انتهاء نشر فرقة المشاة الميكانيكية 24 في المنطقة
- في 20 أغسطس 1990 صورة سبوت حول بلدة الشوبه... (الصورة المحسنة) تظهر بوضوح المدينة وطريق تابلين وخط أنابيب النفط كما تظهر معظم مسارات البدو
- توسيع الصورة المركزة في 29 يناير 1991 حول بلدة الشبح بعد اكتسابها بعد أسبوعين من بدء عملية عاصفة الصحراء وتظهر الصورة العديد من المعسكرات الجديدة غرب الشعبة فضلا عن العديد من الميزات بكسل واحد التي استدلت لتكون خيام صغيرة والمركبات كما يظهر التوسيع طريقا جديدا للإمداد والطريق الالتفافي وهو عبارة عن قسم من خريطة من المحفوظات التاريخية التي تبين الوحدات الخاصة التي تم نشرها بالقرب من الشعبة
- توسيع الصورة المركزة في 29 يناير 1991 تظهر اثنين من الميزات على شكل مروحة في الصحراء المفتوحة واستنادا إلى تخطيط وأنماط الدرب تم التعرف على ملامح ونطاقات اطلاق للوحدات الميكانيكية وتظهر الصورة مدخل في المحور المركزي وإطلاق النار ومحطات واتجاه النار ويمكن أن تستوعب مجموعة أكبر من الفرق الميكانيكية ومجموعات أصغر يمكن أن تستوعب الفصيلة الميكانيكية
- توسيع الصورة المركزة في 29 يناير 1991 يظهر آثار خطية بجانب درب الشمال والجنوب. تتوافق التكوين مع ظهور خطوط مركبة وضعت معا بالقرب من الحماية والاتصالات على خط البصر واحتمال تقدم الهجوم إلى الأمام

خلصت الصحيفة إلى أن «التحديد الإيجابي لمواقف القوات سهلة وظهور مظاهر كثيرة من المعسكرات الآمنة والاختفاء المفاجئ لحركة المرور المدنية المعتادة... كما أشارت ملاحظة شبكة درب جديدة زائدة عن الحاجة إلى أن السكان الجدد في المنطقة كانت قوات عسكرية بالفعل... وبعد العثور على هذه القوات كشف تحليل أكثر تفصيلا المناطق اللوجستية وأسباب التدريب ومواقع القوات وتم تحديد كل ميزة من موقعها الطوبوغرافي وتخطيطها وتكوينها ومستوى النشاط المرتبط بها».
في 13 نوفمبر 1993 كتب دانيال س. زازورسكي تحليلا غير مصنف للهجوم "الأيسر" قائلا: "كما اعترف اللواء ماكافري قائد فرقة المشاة الرابعة والعشرين الآلية من الاستيلاء على موارد العدو لاستخدام قواته فقط. على الحافة الرائدة في هوك الأيسر كان يجلب ما يكفي من الوقود معه في ذيل لوجستي ضخم وراءه لكنه كان ينقل معظم ذلك في شاحنات ثقيلة التي تتطلب نفسها كميات هائلة من الوقود ولذلك أمر مدفعيه بعدم إطلاق النار على شاحنات صهريج عراقية أو المقالب أو محطات وقود على طول الطريق وقال لهم "نحن فقط نحتاج إلى الوقود أيضا وأي شخص يضربه سوف يصل الرد لي". في حين أن هناك بالتأكيد فائدة في الاستيلاء على موارد العدو وإيجاز الحرب في ترك من غير الواضح ما إذا كان أو لم يكن ويليام باغونيس وجهود ماكافري كانت كافية لتمكين الولايات المتحدة من القيام بهجوم طويل الأمد بشكل ملحوظ كما أنه ليس واضحا ومدى فائدة ذخائر العدو والمعدات الأخرى. لعل مكافري والعقيد بول كيرن قائد اللواء الثاني أعطانا تلميحا للإجابة على هذا السؤال. في غضون ساعات من العثور على مخزون عراقي ضخم من قنابل الوقود والهواء في الجليبة في وقت لاحق أشار مكافري إلى أن الأمر سيستغرق أسبوعا لتدمير جميع مقالب الذخائر والإمدادات العسكرية في جميع أنحاء المطار... تدمير ذخائر العدو التي تم التقاطها ينقل الرسالة بأنها إما زائدة عن الحاجة أو غير مطلوبة.. أما المقدم أوفتيرثالر ضابط الأركان اللوجستية مع فرقة المشاة الرابعة والعشرين الآلية في مسرح العمليات الكويتي فهو يثير أيضا توقيعا سليما فيما يتعلق بالوقود العراقي المأذون به والغذاء والشراب - مشيرا إلى أن الخوف من التلوث منع القوات الأمريكية من استخدامها. ويشير أيضا إلى مشكلة أخرى بالاعتماد على معدات العدو التي تم التقاطها. في كثير من الأحيان فإن تدمير معدات العدو أولوية عالية. على سبيل المثال معدات النقل العراقية التي تم التقاطها (في المقام الأول الشاحنات الثقيلة) كان من المفيد جدا للقوات البرية الأمريكية. ومع ذلك كانت هذه الوحدات أيضا أولوية لقوات التحالف الجوية.

### ادعاءات سيمور هيرش
في كتاب رأي نشر في 22 مايو 2000 في صحيفة نيو يوركر بعنوان «سجلات الحرب: القوة الساحقة» كتب سيمور هيرش أن ماكافري الذي أشاد بسجل ما قبل عام 1991 على نطاق واسع قد يكون وفقا لمصدر لم يذكر اسمه قاد قواته لقتل الجنود العراقيين المتراجعين بعد اعلان وقف اطلاق النار ومن ثم فشلوا في التحقيق بشكل مناسب في تقارير عن قتل أشخاص غير مسلحين ومذبحة مزعومة لمئات أسرى الحرب العراقيين. نقل عمود هيرش عن «كبار الضباط الذين يصرون على عدم الانضباط والتناسب في الهجوم الذي يقوده ماكافري». قال أحد العقيدين لهرش إنه «لا معنى له للجيش المهزوم لدعوة موتهم... لقد واجهت أسماك إطلاق النار في برميل وكان الجميع سخيفا».
في نفس العدد من نيويوركر كتب رئيس تحريرها ديفيد ريمنيك افتتاحية تدعم أبحاث هيرش واستنتاجاته. كتب ريمنيك: «في العراق قاد مكافري فرقة المشاة الرابعة والعشرين في حملة الدبابات» هوك الأيسر«التي صممت لإغلاق انسحاب عراقي من الكويت وفاز هو وقواته بمدح استثنائي لمدة أربعة أيام في ظل ظروف قاتمة إلا أن هيرش أثناء إجراء المئات من المقابلات واستعراض آلاف الصفحات من الوثائق الحكومية والجيشية وجد عددا من العمليات التي يقوم بها رجال تحت قيادة مكافري والتي هي على الأقل مثيرة للقلق وحسابه المفصل الذي نشر هنا الأسبوع الماضي يصف كيف أنه في 2 مارس 1991 - بعد يومين من إعلان وقف إطلاق النار عندما كانت القوات العراقية في حالة طيران هاجم مكافري خطا من المركبات العراقية المتراجعة والقوات وأطلق العنان لهجوم استمر عدة ساعات في شهادة أمام مجلس الشيوخ وفي إجابات خطية على أسئلة من هيرش (رفضت طلباتهم المتكررة لإجراء مقابلة) قال مكافري إن رجاله أطلقوا النار ولم يكن أمامه خيار سوى الرد - بكامل فرقته».
أوضح ريميك أن: «العديد من الرجال العسكريين دعموا نسخة مكافري من الأحداث لكن العديد من الضباط والجنود الذين تحدثوا إلى هيرش لسجلهم يقولون أنه لم يكن هناك إطلاق نيران عراقية على الإطلاق أو أن هناك القليل جدا وأنه لا يكاد يكون ضروريا للهجوم - وإراقة الدماء - التي تلت ذلك والسؤال هو واحد من التناسب: هل جنرال الجيش (الذي هو الآن كما يحدث في مجلس وزراء الرئيس) يذهب بعيدا جدا»؟
في وقت لاحق برأ تحقيق من الجيش مكافري من أي مخالفة. رفض هيرش نتائج التحقيق قائلا أن «عددا قليلا من الجنود يبلغون عن جرائم لأنهم لا يريدون تعريض حياتهم العسكرية للخطر». يصف هيرش حديثه مع تشارلز شيهان مايلز من الدرجة الأولى الذي نشر فيما بعد رواية عن تجربته في الخليج: «عندما سألت شيهان مايلز عن سبب إطلاقه أجاب:» في تلك المرحلة كنا نطلق النار على كل شيء. في الفرقة قال لي في وقت لاحق أن بعضهم من المدنيين لم يأتوا ومعهم بندقية وكانوا هناك - «في المكان الخطأ في الوقت الخطأ». على الرغم من أن شيهان مايلز غير متأكد مما إذا كان هو وزملاؤه قد أطلقوا النار في الواقع خلال الحرب فهو على يقين من أنه لم يكن هناك نيران عدو كبيرة: «تلقينا إطلاق نيران مرة واحدة ولكن كانت نيران صديقة». «الناس الذين قاتلوا لم يكن لديهم فرصة». جاء بعيدا عن العراق مقتنع بأنه هو وزملائه الجنود هم جزء من «أكبر فرق إطلاق النار في التاريخ».

### رد ماكافري وكولن باول على مزاعم هيرش
نفى ماكافري الاتهامات القائلة بأنه في ثلاث مناسبات قام رجاله في فرقة المشاة الرابعة والعشرين بإطلاق النار على جنود العدو الذين استسلموا في «هجوم غير مبرر» أو «ذهب بعيدا جدا» في الرد على تهديد غير موجود. هاجم ما أسماه إعادة كتابة تاريخ حرب الخليج الثانية. ذكرت هيئة الإذاعة البريطانية أن مكافري قال أن تحقيقا للجيش سبق أن برأه من أي إلقاء للوم واتهم نيويوركر بتجنيد الجنود الشباب... وقال جو لوكهارت المتحدث باسم البيت الأبيض أن الرئيس بيل كلينتون رأى أن الاتهامات لا أساس لها من الصحة.
وفقا لجورجي آن غيير من شيكاغو تريبيون في مايو 2000 فإن القصة مختلفة على صحتها من قبل عدد من الأفراد العسكريين الذين ادعوا لاحقا أن الصحفي هيرش قد أساء تفسيره. تقول إن هذا قد يكون محاولة مضللة من هرش لتكرار مجزرة ماي لاي أخرى وأنه «لا يمكن أن يكون رجل مثل مكافري المختلف عنه مزاجيا ووفلسفيا...» وأخيرا تشير إلى أن هيرش هاجم مكافري لدوره في محاربة تجارة المخدرات.
ادعى هيرش أيضا أن ماكافري انتهك سياسة وزارة الدفاع من خلال حرمان الصحفيين من الوصول إلى خطط المعركة والمعارك الفعلية. في الواقع ومع ذلك رحب مكافري بمراسل الحرب الشهير جوزيف ل. غالوواي. في 26 مايو 2006 كرم جون لوكوت رئيس تحرير مجلة نايت ريدر التي تصدر من واشنطن العاصمة غالواي قائلا: "أنا ومايك روبي وميريل ماكلولين أرسلنا جو (غالوواي) إلى مقر شوارزكوف في الرياض مع طلب بسيط من المحررين: اذهب للحصول على أفضل مقعد في الحرب... أرسل شوارزكوف جو إلى فرقة المشاة الرابعة والعشرين الآلية التابعة للواء باري ماكافري التي قال أنها كانت المهمة الأكثر تعقيدا وخطورة في خطته لمعركة هوك الأيسر الشهيرة وبمجرد وصوله إلى مقر الفرقة باشر جو العمل في مركز العمليات التكتيكية ورفع الغطاء عن خرائط معركة الفرقة والتي كانت بالطبع سرية جدا... سأل جو مكافري عن السبب في مشاهدته لمعركة سرية جدا". أنا أثق بكم لأن نورم يثق بكم" أجاب باري "ولكن الأهم من ذلك كله أنا أثق بكم لأنك تأتي معنا".
كان العقيد ستيفن أرنولد الذي أجرى معه هيرش مقابلات أحد الضباط الذين ادعوا فيما بعد أنه قد تم تسميته. كتب إلى رئيس تحرير صحيفة نيو يوركر قائلا: «أعرف أن تعليقاتي الموجزة في المقال لم يتم تصويرها بطريقة دقيقة تماما وغيرت عن مسارها... عندما أطلقت القوات العراقية النار على عناصر من فرقة المشاة الرابعة والعشرين كان من الواضح أنهم يرتكبون عملا عدائيا. تملكني الأسف لإجراء مقابلة مع السيد هيرش. إن لهجة ومقترحات هذه المادة تضعني في وضع لا يثق فيه أو يحترم باري مكافري ولا شيء يمكن أن يكون أبعد من الحقيقة».
جاء انتقاد مماثل لمزاعم هيرش من الفريق الأول كولين باول رئيس هيئة الأركان المشتركة خلال حرب العراق. في مقابلة أجريت في مايو 2000 مع سام دونالدسون لبرنامج الأخبار التلفزيونية هذا الأسبوع وصف باول مقال هيرش بأنه «محاولة اغتيال شخصية مكافري».
في 22 مايو 2000 ناقش نيويوركر ادعاءات هيرش كما فعل نيوزويك في 29 مايو 2000. «خمس ساعات، هجوم مدرعات - هجوم 2 مارس على الحرس الجمهوري العراقي» حمورابي«باري مكافري (الجنرال الذي قاد المناورة الشهيرة سابقا» هوك الأيسر«قبل أيام - انظر ما قبل 23 فبراير 1991 وما بعد) ردا على ما يقوله مكافري عن هجوم قواته بقنابل صاروخية (آر بي جي). القرار فاجأ بعض أفراد قيادة الحلفاء في المملكة العربية السعودية وتسبب في عدم الارتياح بين القادة المدنيين والعسكريين في واشنطن الذين يشعرون بالقلق إزاء تداعيات العلاقات العامة من هجوم يأتي بعد أيام من تنفيذ وقف إطلاق النار (انظر 28 فبراير 1991). مكافري نفسه في وقت لاحق أطلق على الهجوم» أحد أكثر المشاهد المذهلة من الدمار الذي شاركت من أي وقت مضى. فرقة حمورابي دمرت في الهجوم.

### فيما بعد حرب الخليج الثانية
في 17 فبراير 2003 مارك مازيتي وكيفن ويتيلاو في مقال بعنوان "ستة مخاوف قاتلة: الجيش الأمريكي واثق من النصر في العراق - ولكن بأي ثمن؟" في مقال نشرته وكالة أنباء الولايات المتحدة وتقرير وورلد ريبورت نقلا عن مكافري "الذي ساعد فرقة المشاة الميكانيكية 24 في تنفيذ هجوم هوك الأيسر الشهير على جيش عراقي أقوى مما كان عليه اليوم في عملية عاصفة الصحراء على النحو التالي: "ليس لدى العراقيين خيارات عسكرية جيدة. لا توجد تقنية ولا أداة يمكن أن تعتمدها الآن والتي سيكون لها أي أهمية عسكرية على نتيجة الصراع... على الأرجح سيستخدم صدام المدفعية المزودة بغاز الخردل ضد العناصر البرية الأمريكية المتقدمة نحو بغداد. إذا كان الأمر كذلك يقول ماكافري: إنها سوف تخلق ظروف من البؤس المدقع ولكن لن يكون لها أي تأثير على وتيرة العملية".

## تعليقات على الحرب على الإرهاب وحرب العراق
انتقد مكافري بشدة المعاملة الأمريكية للمحتجزين خلال الحرب على الإرهاب. وفقا لماكفري: "لا ينبغي أبدا كسياسة أن نسيء المعاملة للمعتقلين تحت سيطرتنا وقد عذبنا الناس بلا رحمة وربما قتلنا العشرات منهم عن طريق القوات المسلحة ووكالة المخابرات المركزية" وقال أنه "يدعم تحقيق محامو الحكومة الذين يدافعون عن علمهم بالتعذيب غير المشروع وأشار تحديدا إلى محامي بوش في البيت الأبيض والنائب العام في نفس المناقشة مؤكدا أن "نحن أفضل معرفة كيف ذهبنا خطأ".
في يونيو 2005 قام ماكافري بمراجعة العراق نيابة عن القيادة المركزية الأمريكية وكتب تقريرا متفائلا بعد ذلك. في التقرير وصف مكافرى فريق القيادة العسكرية الأمريكية البارز بأنه رائع وتوقع أن يصل التمرد إلى ذروته في الفترة من يناير إلى سبتمبر عام 2006 مما يسمح لانسحاب القوات الأمريكية في أواخر صيف 2006. بيد أنه بعد عام وبعد زيارة العراق مرة أخرى كان تقييمه قاتما: «العراق بؤس شديد... أعتقد أنه مكان خطير للغاية للدبلوماسيين والصحفيين والمقاولين والأمهات العراقيات ومحاولة الذهاب إلى الحياة اليومية في تلك المدينة كابوس حقيقي لهؤلاء الفقراء». وصف أبو غريب بأنه «أكبر خطأ حدث حتى الآن». في مذكرة رسمية أعرب مكافري مع ذلك عن تفاؤله بشأن مستقبل العملية على المدى الطويل:
أشار تقييمه إلى العديد من المجالات السلبية وكذلك مجالات إيجابية جدا في النضال من أجل الديمقراطية في البلاد. عاد مكافري مرة ثالثة في مارس 2007 وتبعتها زيارة مع مذكرة ثالثة. تكررت قاتمة تقييم عام 2006 إضافة إلى التأكيد على القلق بشأن تأثير الحرب المستمرة على استعداد الجيش الأمريكي الصغير الحجم. قلل من تفاؤله بشأن المستقبل قائلا «هناك دلائل مشجعة على أن رسالة السلام والمشاركة لا تتجاوب مع العديد من الفصائل المتحاربة السنية والشيعية الأكثر اعتدالا».

### تحليل عسكري آخر
وفي أبريل 2008 نشرت صحيفة نيويورك تايمز تقريرا صادر في الصفحة الأولى من قبل ديفيد بارستو يؤكد أن المحللين العسكريين الذين استأجرتهم هيئة الإذاعة الأمريكية وسي بي إس وهيئة الإذاعة الوطنية لتقديم ملاحظات حول سير الحرب في العراق كانت لهم علاقات غير معلنة مع البنتاغون و/أو المقاولين العسكريين. كان مكافري «في قلب الفضيحة» مفصل من قبل بارستو. في أواخر نوفمبر 2008 نشرت صحيفة نيويورك تايمز مقالة أخرى من صفحة واحدة من قبل بارستو وهذه المرة التنميط بشكل عام على ماكافري. شرح بالتفصيل حرية تنقله بين الأدوار كدافع مدافع عن شركات الدفاع ومحلل وسائل الإعلام وضابط متقاعد. ظهر تقرير سابق مع بعض المعلومات نفسها في «الأمة» في أبريل 2003 ولكن لم يتم التقاطها على نطاق واسع. على وجه التحديد وقع مكافري عقدا مع حصة غير معلن عنها من الأسهم وحائز على تمويل لتمثيل حلول الدفاع للقيادة العسكرية الأمريكية. في غضون أيام من توقيع العقد أرسل مكافري اقتراحا مباشرا إلى ديفيد ه. بترايوس الذي كان آنذاك القائد العام في العراق الذي أوصى بحلول الدفاع وعرضه بتزويد العراق بخمسة آلاف سيارة مصفحة من دول الكتلة السوفياتية السابقة. في وقت لاحق سيواصل مكافري الدعوة إلى اقتراح حلول الدفاع عن تزويد الجيش العراقي بالمعدات الأمريكية الصنع. رد مكافري وشركته الاستشارية على مقال التايمز مشيرا إلى أنه «ملتزم تماما بالتعليق العام الموضوعي وغير الحزبي». أبرزت الإجابة سجله العسكري وكذلك تاريخه في انتقاد إعدام حرب العراق وتحديدا رامسفيلد. الصحفي غلين غرينوالد كتب في وقت لاحق أنه كان هناك «تعاون واسع النطاق بين هيئة الإذاعة الوطنية وماكافري لصياغة استجابة منسقة لقصة ديفيد بارستو».
في 24 يناير 2009 في مقال بعنوان «المهن الثانية للجنرالات» ناقش المحرر العام في نيويورك تايمز (أمين المظالم) كلارك هويت مزاعم بارستو وكتب:
في 30 نوفمبر نشر مقال في الصفحة الثانية بعنوان "مجمع الرجل العسكري الصناعي الإعلامي" كتب بارستو أن مكافري يمثل ناد خاص من الجنرالات المتقاعدين في الغالب الذين يصنفون بأنه ينطبق عليهم التعليق على الحرب يناسب اليد في القفاز مع اهتمام تجارية غير معلنة[.]"
[...]
قال بارستو أنه لم يقصد أبدا أن يقول أن ماكافري فعل أي شيء غير قانوني أو غير أخلاقي وقال أنه يصف كيف يعمل العالم ويثير قضية الكشف عن الصراعات المحتملة.
[...]